# Constantin Frantz
Constantin Frantz (Börnecke, 12 settembre 1817 – Blasewitz, 2 maggio 1891) è stato uno scrittore e politico prussiano.

## Biografia

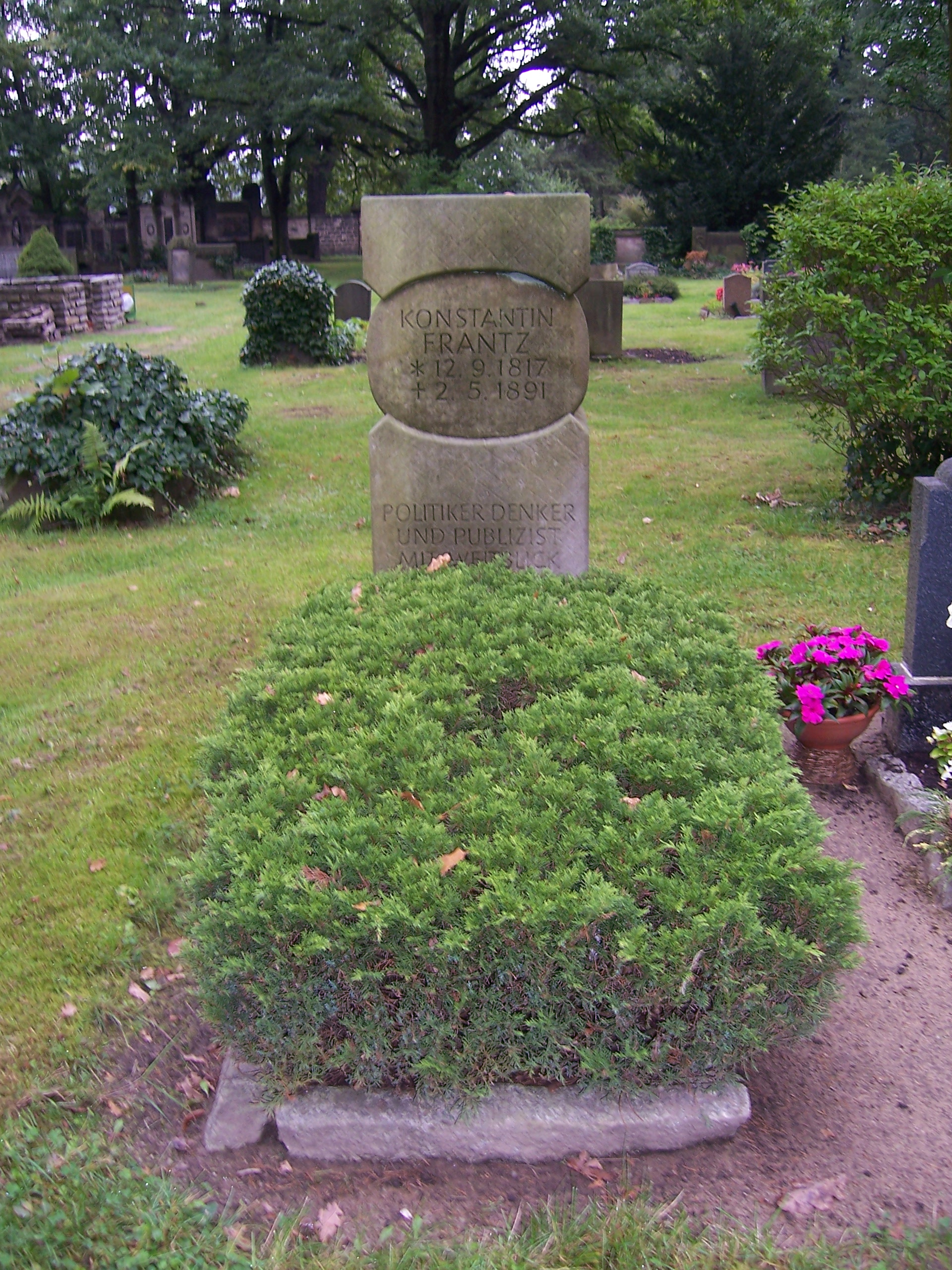
Tomba di Konstantin Frantz nello Johannisfriedhof di Dresda.

Dopo aver studiato matematica e filosofia, seguendo il pensiero di Hegel e di Friedrich Schelling, si occupò principalmente di politica. Nel 1852 fu segretario al ministero degli Esteri e nel 1853 rivestì la carica di console generale a Barcellona presso il consolato generale prussiano. Nel 1856, per un suo scritto che trattava il pensiero di una federazione centroeuropea e che rinviava Prussia e Austria ai territori di loro interesse al nord e a sud, venne congedato dal servizio di Stato prussiano. Da allora Frantz visse  prima a Berlino e dal 1873 a Dresda.
Il pensiero di un sistema federativo centro-europeo, più tardi ampliato fino all'idea di una coalizione di Stati germanici, costituisce il primo dei suoi scritti politici. Il pensiero di Frantz, davanti alla realtà politica di allora, appariva irrealizzabile, perché era quanto di più estremo le potenza del centro Europa fossero disposte a concepire.